# Wedge Tomb von Tawnymucklagh

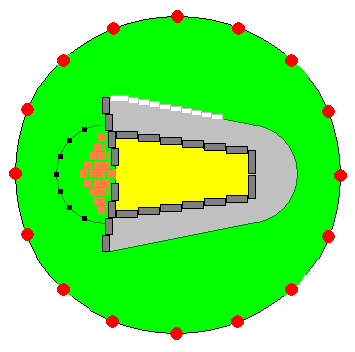
Prinzipskizze Wedge Tomb am Beispiel Island

Das stark überwachsene Wedge Tomb von Tawnymucklagh (irisch Tamhnaigh na Muclach) ist auf der OS-Karte als „Hünengrab“ markiert. Es liegt auf einer Weide 600 m südöstlich von Monasteraden (Mainistir Réadáin), westlich des Lough Gara (Loch Uí Ghadhra) im County Sligo in Irland. Wedge Tombs (deutsch „Keilgräber“), früher auch „wedge-shaped gallery grave“ genannt, sind ganglose, mehrheitlich ungegliederte Megalithbauten der späten Jungsteinzeit und der frühen Bronzezeit. 
Die West-Ost orientierte Megalithanlage befindet sich in einem niedrigen Hügel und misst etwa 10,0 m in der Länge und 8,0 m in der Breite und ist aus kleinen Orthostaten gebaut. Die 6,7 m lange Galerie wird durch einen zerbrochenen Trennstein in eine Vor- und  Hauptkammer geteilt. Sie sind von den Resten der Außenwand umgeben.
Die 1,5 m lange Vorkammer wird durch zwei in situ erhaltene Tragsteine an
der Süd- und einen umgefallenen Stein an der Nordseite markiert. Die trapezoide Hauptkammer ist etwa 5,0 m lang und verjüngt sich in der Breite von 1,2 auf 0,9 m an der Rückseite. Erhalten sind sechs von vermutlich acht Tragsteinen im Norden und fünf im Süden. Alle Decksteine fehlen oder sind verlagert und als solche nicht erkennbar. Die Außenfassaden werden im Norden und Süden von sieben verbliebenen Steinen dargestellt. Es gibt umgefallene und stehende Steine im Bereich der Fassade.
Das Boulder Tomb von Clogher und Clogher Fort liegen westlich von Monasteraden im Townland Clogher.